# Contacteur gaz–liquide
Un contacteur gaz–liquide est un équipement chimique utilisé pour réaliser le transfert de masse et de chaleur entre une phase gazeuse et une phase liquide. Les contacteurs gaz-liquide peuvent être utilisés dans des procédés de séparation (distillation et absorption par exemple) ou comme réacteurs gaz-liquide ou pour atteindre les deux objectifs dans le même dispositif (distillation réactive par exemple).

## Typologies
Ils sont divisés en deux catégories principales :
- contacteurs différentiels : le transfert de masse intervient sur toute la longueur du contacteur et l'équilibre gaz-liquide n'est atteint en aucun point de l'équipement. Exemples :
  - barboteur / flacon laveur, la forme la plus simple ;
  - colonne à bulles ;
  - colonne à garnissage ;
  - colonne à pulvérisation ;
  - colonne à film tombant ;
  - cuve à agitation mécanique.

- contacteurs étagés : le transfert de masse se produit dans une partie seulement du volume de chaque étage et l'équilibre gaz-liquide est atteint à chaque étage de l'équipement. Exemples :
  - colonne à plateaux ;
  - colonne à agitation mécanique ;
  - tube Venturi.

Colonne à bulles
Colonne à garnissage
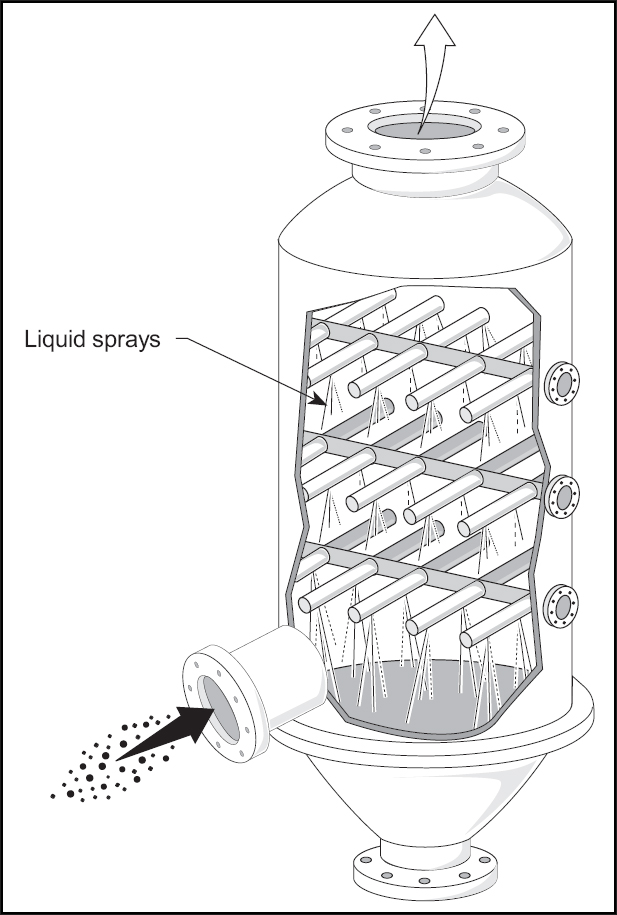
Colonne à pulvérisation
Colonne à film tombant
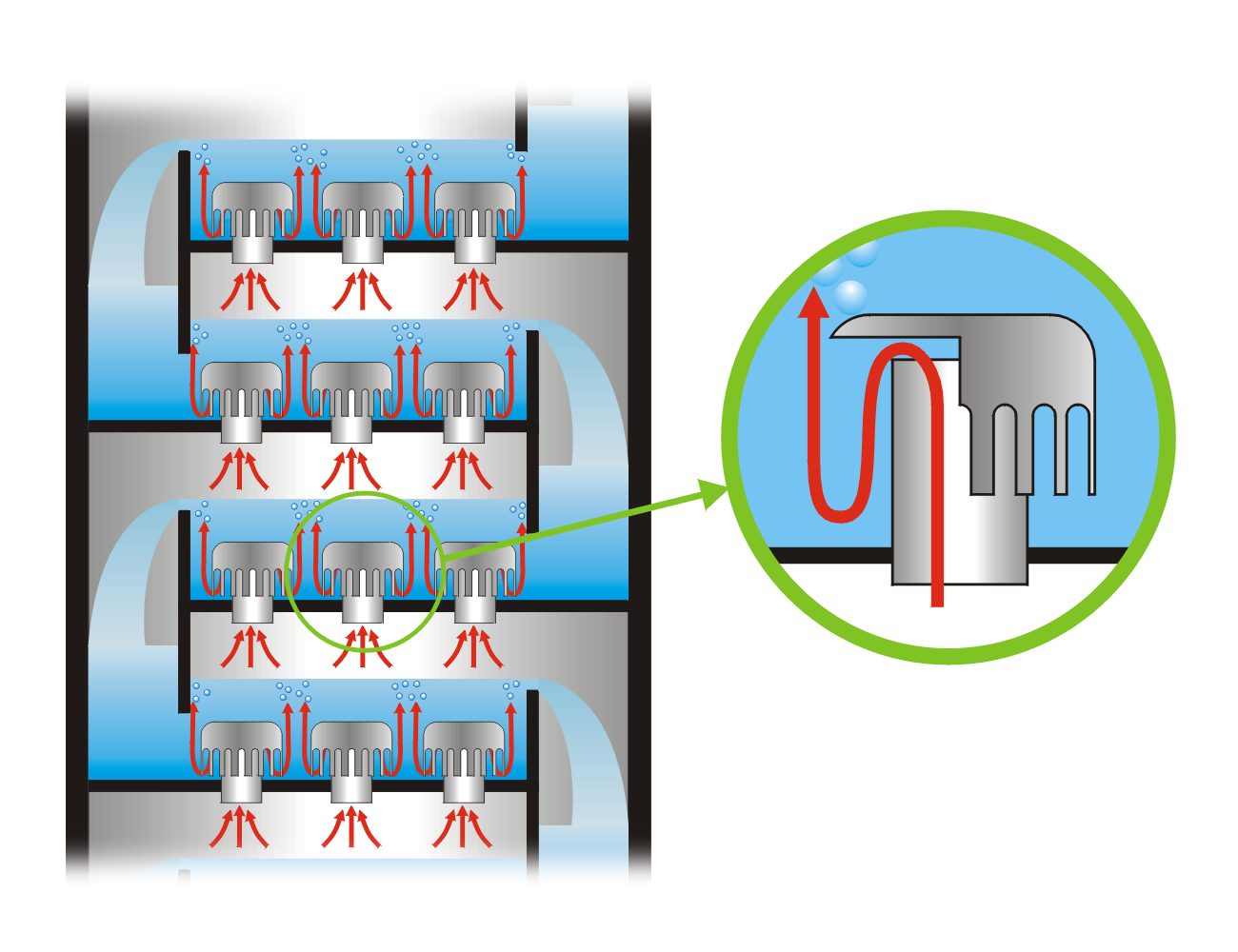
Colonne à plateaux

## Choix
Les principaux facteurs à prendre en compte lors du choix d'un type de contacteur gaz-liquide sont :
- la surface de l'interface gaz-liquide : la vitesse de transfert de chaleur et de masse est plus élevée pour les équipements avec des surfaces d'interface gaz-liquide plus élevées, donc les contacteurs gaz-liquide à grande surface (colonnes à garnissage et colonnes à pulvérisation par exemple) sont souvent préférables quand on souhaite réduire le coût de l'équipement.

- la rétention de liquide : la rétention de liquide est également un facteur important pour l'économie du procédé, car pour de faibles valeurs de rétention de liquide, un équipement plus gros est nécessaire pour avoir la même vitesse de transfert de chaleur et de masse. Pour cette raison, les contacteurs gaz-liquide à faible rétention de liquide (colonne à film tombant par exemple) ne sont généralement pas utilisés à l'échelle industrielle.